# زیزوگتون
زیزوگتون (نام علمی: Zyzzogeton) نام یک سرده از تیره زنجرک است.